# Arnaldo Espínola
Arnaldo Andrés Espínola Benítez (ur. 3 maja 1975 w Luque) – piłkarz paragwajski grający podczas kariery na pozycji obrońca.